# The Naked Truth
The Naked Truth es el cuarto álbum discográfico de la rapera estadounidense Lil' Kim, lanzado el 27 de septiembre de 2005. El álbum fue lanzado el primer día de la sentencia de Kim, la cual ella fue a la cárcel por cargos de perjurio. Fue su último álbum de estudio lanzado por la discográfica Atlantic Records antes de quebrar en 2008. Dos singles oficiales fueron lanzados del álbum: "Lighters Up" como el sencillo principal, lanzado el 13 de septiembre de 2005, y "Whoa", como el segundo y final, en febrero de 2006. "The Naked Truth" hasta la actualidad, sigue siendo el único álbum por una rapera en recibir 5 micrófonos por la revista The Source. Pese a que no recibió ningún tipo de promoción, el álbum ha vendido más de 2.7 millones de copias a nivel mundial.

## Sencillos
El primer sencillo del álbum fue ''Lighters Up'', lanzado el 13 de septiembre del 2005. Fue un ''hit durmiente'', debutó en la posición número 100 del Billboard Hot 100 y sin ningún tipo de promoción alcanzó la posición número 31 del Billboard Hot 100. Mientras que en el chart de Reino Unido ''Official Charts'' alcanzó la posición número 12.
El segundo y final sencillo titulado ''Whoa'' fue lanzado el 7 de febrero de 2006. Tuvo un éxito menor que su antecesor, no entró al Billboard Hot 100 pero estuvo a 4 puestos de entrar ya que alcanzó la posición número 4 del Billboard Bubbling Under Hot 100 Singles y sin promoción alcanzó la posición número 43 en el chart de UK Official Charts.

## Sencillos promocionales
El primer sencillo promocional sacado del álbum fue ''Shut Up B*tch''. Para su lanzamiento el título fue censurado a ''Shut Up''. Fue lanzado para las radios el 12 de julio de 2005, la canción sirvió como un sencillo promocional para el álbum y alcanzó la posición número 73 del Billboard Hot R&B/Hip-Hop Songs chart. Pudo ser escuchado al inició del videoclip de ''Lighters Up''.
El segundo sencillo promocional fue ''Spell Check''. Fue lanzado para las radios de Estados Unidos como un sencillo promocional del álbum en diciembre del 2005 junto a ''Whoa''. La canción fue promocionada en el videoclip de ''Whoa'' con Kim rapeando el primer verso y el coro cerca del final.

## Recepción por los Críticos
El álbum recibió críticas generalmente positivas y recibió un puntaje de 66 de 100 por Metacritic, con calificaciones de 5 estrellas por la revista The Source (en la que se convirtió en la primera rapera en recibir 5 micrófonos), Vibe Magazine le dio 5 estrellas de 5, The Village Voice le dio un ''Favorable'', y las críticas más bajas fueron de The New York Times y AllMusic. Blender le dio al álbum cuatro estrellas, llamándolo "El trabajo más fuerte desde su debut de 1996 con espesura de feromonas". Mientras que el álbum recibió varias calificaciones de 5 estrellas, el periodista de Pitchfork Jess Harvell, le dio al álbum una calificación positiva de 7.8, declaró: "The Naked Truth puede ser mejor que el 80% de los otros álbumes rap que se lanzarán en 2005. Pero eso no lo hace otro Ready To Die"

## Recepción comercial
The Naked Truth debutó en la posición número seis del Billboard 200 tras vender más de 110.000 copias en su primera semana. También alcanzó la posición número 3 en el chart de Billboard Top R&B/Hip-Hop Albums. Mientras que en el United World Chart alcanzó la posición número 23.
Hasta la fecha se estiman más de 2.7 millones de copias vendidas alrededor del mundo y 1 millón de copias en tan solo Estados Unidos

## Lista de canciones
- The Naked Truth

| N.º | Título                                              | Productor                       | Duración |  |
| 1.  | «Intro»                                             | Dan The Man                     | 0:39     |  |
| 2.  | «Spell Check»                                       | Red Spyda                       | 3:39     |  |
| 3.  | «Lighters Up»                                       | Scott Storch                    | 4:23     |  |
| 4.  | «Shut Up Bitch Intro»                               |                                 | 0:56     |  |
| 5.  | «Shut Up Bitch»                                     | Michael "Mr. Williams" Williams | 4:19     |  |
| 6.  | «Whoa»                                              | Jonathan "J.R." Rotem           | 4:08     |  |
| 7.  | «Slippin'»                                          | Mr. Porter                      | 4:16     |  |
| 8.  | «Answering Machine Skit 1»                          |                                 | 2:27     |  |
| 9.  | «All Good»                                          | Jeekyman                        | 4:31     |  |
| 10. | «I Know You See Me» (featuring Tiny)                | Kevin "Khao" Cates              | 3:53     |  |
| 11. | «W.P.I.M.P. Skit»                                   | Dan The Man                     | 0:30     |  |
| 12. | «Quiet» (featuring The Game)                        | Michael "Mr. Williams" Williams | 4:02     |  |
| 13. | «Durty»                                             | Terrance "Hot Runner" Lovelace  | 4:10     |  |
| 14. | «Answering Machine Skit 2»                          |                                 | 2:23     |  |
| 15. | «We Don't Give a Fuck» (featuring Bun B and Twista) | Terrance "Hot Runner"           | 4:22     |  |
| 16. | «Gimme That» (featuring Maino)                      | Jeekyman                        | 4:27     |  |
| 17. | «Kitty Box»                                         | Channel 7                       | 3:49     |  |
| 18. | «Kronik» (featuring Snoop Dogg & Jack Knight)       | "Fredwreck" Nassar              | 4:32     |  |
| 19. | «Winners and Losers Skit»                           |                                 | 0:57     |  |
| 20. | «Get Yours» (featuring T.I. and Sha-Dash)           | Kevin "Kaho" Cates              | 4:09     |  |
| 21. | «Last Day»                                          | Jonathan "J.R." Rotem           | 4:29     |  |
| 22. | «Last Day Skit»                                     |                                 | 5:30     |  |